# Nagroda Naukowa Miasta Gdańska im. Jana Heweliusza
Nagroda Naukowa Miasta Gdańska im. Jana Heweliusza – nagroda przyznawana przez Prezydenta Miasta Gdańska za wybitne osiągnięcia naukowe. Nagrodę, ustanowioną w 1987 roku, początkowo przyznawano jednej osobie rocznie. Od 2001 wprowadzono podział na nagrodę w kategorii nauk ścisłych i przyrodniczych oraz nagrodę w kategorii nauk humanistycznych. Pomysłodawcami nagrody byli prezydent miasta Kazimierz Rynkowski oraz prof. Robert Szewalski. Uroczystość wręczenia Nagrody odbywa się rokrocznie 28 stycznia, w rocznicę urodzin Jana Heweliusza.

## Kapituła

### W skład Kapituły Nagrody w kategorii nauk humanistycznych wchodzą
- prezes Gdańskiego Towarzystwa Naukowego (przewodniczący),
- prezes Gdańskiego Oddziału PAN,
- rektor Uniwersytetu Gdańskiego,
- rektor Akademii Muzycznej,
- rektor Akademii Sztuk Pięknych,
- rektor Akademii Wychowania Fizycznego,
- przedstawiciel Niepublicznych Wyższych Uczelni w Gdańsku,
- dotychczasowi laureaci Nagrody w kategorii nauk humanistycznych,
- przedstawiciel Prezydenta Miasta Gdańska.

### W skład Kapituły Nagrody w kategorii nauk przyrodniczych i ścisłych wchodzą
- prezes Gdańskiego Oddziału PAN (przewodniczący),
- prezes Gdańskiego Towarzystwa Naukowego,
- rektor Uniwersytetu Gdańskiego,
- rektor Politechniki Gdańskiej,
- rektor Gdańskiego Uniwersytetu Medycznego, c
- przedstawiciel Niepublicznych Wyższych Uczelni w Gdańsku,
- dotychczasowi laureaci Nagrody w kategorii nauk przyrodniczych i ścisłych,
- przedstawiciel Prezydenta Miasta Gdańska.

## Laureaci nagrody
- 1988 – Prof. dr inż. Edward Borowski – za opracowanie teoretycznych podstaw projektowania chemoterapeutyków do leczenia infekcji grzybowych u chorych na AIDS oraz przeciwnowotworowych leków antrachinowych o zmniejszonej kardiotoksyczności
- 1989 – Prof. dr hab. Kazimierz Gęba – za odkrycie i zbudowanie nieskończenie wymiarowej teorii kohomotopii
- 1990 – Prof. dr hab. med. Stefan Angielski – za osiągnięcia badawcze w zakresie hormonalnej regulacji funkcji nerek
- 1991 – Prof. dr inż. Włodzimierz Prosnak – za osiągnięcia badawcze w zakresie mechaniki numerycznej nt. "Odwzorowanie konforemne obszarów wielospójnych i jego zastosowanie w mechanice płynów"
- 1992 – Prof. dr hab. Maciej Żylicz – za osiągnięcia naukowe w dziedzinie biologii molekularnej nt.: "Wyjaśnienie molekularnego mechanizmu działania białek szoku termicznego"
- 1993 – Prof. dr Edmund Cieślak – za osiągnięcia naukowe w dziedzinie historii miasta Gdańska
- 1994 – Prof. dr hab. med. Olgierd Narkiewicz – za badania dotyczące organizacji połączeń ośrodków podkomorowych z korą mózgu
- 1995 – Prof. dr hab. Karol Taylor – za badania nad inicjacją replikacji DNA i regulacją tego procesu
- 1996 – Prof. dr hab. Zbigniew Ciesielski – za prace z nieparametrycznej estymacji gęstości, teorii ruchów Browna i wymiaru fraktalnego
- 1997 – Prof. dr hab. inż. Edmund Wittbrodt – za opracowanie modeli obliczeniowych i programów komputerowych do analizy dynamicznej złożonych układów mechanicznych
- 1998 – Prof. dr hab. Mariusz M. Żydowo – za cykl prac dotyczących izolacji enzymów metabolizmu nukleotydów z tkanek zwierząt i człowieka, odkrycia nieznanego wcześniej efektu regulowania aktywności tych enzymów oraz odkrycia molekularnych podstaw wywoływania doświadczalnej ogniskowej martwicy mięśnia serca
- 1999 – Prof. dr hab. Zbigniew Grzonka – za badania nad zależnością między strukturą i aktywnością hormonów peptydowych i innych peptydów biologicznie czynnych
- 2000 – Prof. dr hab. Roman Kaliszan – za zainicjowanie i rozwój kierunku badawczego chemii i farmacji: ilościowe zależności między strukturą chemiczną a retencją chromatograficzną (QSRR)

### Kategoria nauk przyrodniczych i ścisłych
- 2001 – Prof. dr hab. inż. Jacek Namieśnik – za nowe rozwiązania metodyczne i aparaturowe w zakresie analityki środowiskowej
- 2002 – Prof. dr hab. Michał Mrozowski – za wybitne osiągnięcia w dziedzinie teorii elektromagnetyzmu i elektrodynamiki obliczeniowej, a zwłaszcza za opracowanie metod automatycznego projektowania urządzeń dla telefonii komórkowej i systemów bezprzewodowego dostępu do Internetu
- 2003 – Prof. dr hab. Grzegorz Węgrzyn – za badania nad regulacją ekspresji genów i replikacją DNA
- 2004 – Prof. dr hab. Bolesław Rutkowski – za poznanie mechanizmów zaburzeń w gospodarce węglowodanowej i lipidowej towarzyszących przewlekłej niewydolności nerek
- 2005 – Prof. dr hab. med. Janusz Limon – za wybitny wkład w rozwój cytogenetycznych i molekularnych metod diagnozowania nowotworów złośliwych człowieka
- 2006 – Prof. dr hab. inż. Andrzej Czyżewski – za osiągnięcia naukowe i wdrożeniowe w dziedzinie technologii multimedialnych
- 2007 – Prof. dr hab. Marcin Pliński – za rozwinięcie unikatowych badań nad zmianami ekologicznymi w Bałtyku, ze szczególnym uwzględnieniem inwazji cyjanobakterii
- 2008 – Prof. dr hab. Ryszard Horodecki – za wkład w stworzenie podstaw informatyki kwantowej, a w szczególności za wypracowanie metod detekcji kwantowego splątania oraz odkrycie fenomenu splątania związanego
- 2009 – Prof. dr hab. Jacek Jassem – za zastosowanie technik biologii molekularnej w klinice nowotworów złośliwych
- 2010 – Prof. dr hab. inż Janusz Rachoń – za badania nad mechanizmami reakcji i nowymi metodami syntezy organicznej oraz opracowanie technologii leków przeciw osteoporozie
- 2011 – Prof. dr hab. Andrzej Szutowicz – za wybitne osiągnięcia w badaniach nad patobiochemią i mechanizmami degeneracji neuronów cholinergicznych
- 2012 – Prof. dr hab. inż. Jerzy Błażejowski – za wkład w poznanie budowy, zachowania i reaktywności układów chemicznych na gruncie termodynamiki i kinetyki
- 2013 – Prof. dr hab. inż. Jerzy Mizeraczyk –  za pionierskie w skali światowej osiągnięcia w badaniach teoretycznych i doświadczalnych zjawiska elektrohydrodynamicznego w elektrofiltrach, reaktorach plazmy nietermicznej oraz pompach i aktuatorach elektrohydrodynamicznych
- 2014 – Prof. dr hab. Krzysztof Narkiewicz[2] – za wybitne osiągnięcia naukowe dotyczące poznania nowych mechanizmów wiążących zaburzenia oddechu podczas snu z chorobami układu krążenia
- 2015 – Prof. dr hab. Marek Żukowski za sformułowanie teoretycznych podstaw eksperymentalnej interferometrii wielofotonowej stanów splątanych i badanie konsekwencji zjawisk nieklasycznych dla naszego zrozumienia podstaw teorii kwantów oraz możliwości zastosowania tych zjawisk w kwantowej komunikacji
- 2016 – Prof. dr hab. inż. Kazimierz Darowicki – za opracowanie teoretyczne i wprowadzenie do praktyki pomiarowej nowej techniki Dynamicznej Elektrochemicznej Spektroskopii Impedancyjnej
- 2017 – Prof. dr hab. Michał Woźniak – za wybitne osiągnięcia naukowe dotyczące molekularnych mechanizmów sygnalizacyjnych stresu oksydacyjnego
- 2018 – Prof. dr hab. Piotr Stepnowski – za wybitne osiągnięcia naukowe dotyczące analizy chemicznej i oceny negatywnych skutków pozostałości substancji farmaceutycznych oraz cieczy jonowych w środowisku
- 2019 – Prof. dr hab. Małgorzata Myśliwiec – za wybitne osiągnięcia naukowe dotyczące diagnostyki oraz terapii komórkowej dzieci z cukrzycą typu 1 we wczesnej fazie choroby
- 2020 – Prof. dr hab. inż. Jacek Tejchman-Konarzewski – za wybitne osiągnięcia naukowe w kategorii nauk przyrodniczych i ścisłych
- 2021 – Prof. dr hab. Ewa Łojkowska
- 2022 – Prof. dr hab. Ryszard Smoleński[3]
- 2023 – Prof. dr hab. Hanna Mazur-Marzec[4]
- 2024 – Prof. dr hab. Rafał Dziadziuszko – za wybitne osiągnięcia naukowe w zakresie diagnostyki, prognostyki i leczenia nowotworu płuc[5]

### Kategoria nauk humanistycznych i społecznych
- 2001 – Prof. dr hab. Roman Wapiński – za całokształt badań nad dziejami polskiej myśli politycznej XIX i XX wieku
- 2002 – Prof. dr hab. Edmund Kotarski – za całokształt badań naukowych kultury i literatury dawnych epok ? średniowiecza, renesansu, baroku i oświecenia
- 2003 – Prof. dr hab. Józef Bachórz – za wybitne osiągnięcia w badaniach nad literaturą polską XIX wieku oraz zaangażowanie w rozwój humanistyki gdańskiej
- 2004 – Prof. dr hab. Bohdan Dziemidok – za całokształt badań naukowych w dziedzinie filozofii w tematach: filozofia sztuki i estetyka, etyka i aksjologia oraz filozofia amerykańska XX wieku
- 2005 – Prof. dr hab. Józef Borzyszkowski – za całokształt dorobku naukowego w zakresie badań nad dziejami Pomorza, Kaszub i Gdańska
- 2006 – Prof. dr hab. Jerzy Limon – za działalność na rzecz przywrócenia Gdańskowi tradycji teatralnych i osiągnięcia w zakresie teatrologii
- 2007 – Prof. dr hab. Małgorzata Książek-Czermińska –  za wybitne osiągnięcia w teorii literatury, a zwłaszcza prace o czasie, o trzech modelach autobiografii oraz o związkach literatury i sztuki
- 2008 – Prof. dr hab. Marek Latoszek – za całokształt badań dotyczących ruchu społecznego "SOLIDARNOŚĆ" oraz problematyki regionalizmu i etniczności
- 2009 – Prof. dr hab. Zdzisław Brodecki – za stworzenie teorii zintegrowanego porządku prawnego
- 2010 – Prof. dr hab. Jan Burnewicz – za stworzenie szkoły ekonomicznych badań porównawczych i podstaw ekonomii innowacji oraz za wkład w tworzenie programów rozwoju polskiego systemu transportowego
- 2011 – Prof. dr hab. Mirosław Szreder – za wybitny wkład w rozwój i wdrożenie nowoczesnych metod badań zagadnień społecznych
- 2012 – Prof. dr hab. Brunon Synak – za osiągnięcia w dziedzinie gerontologii, socjologii choroby i socjologii wsi
- 2013 – Prof. dr hab. Stefan Chwin – za wybitne osiągnięcia w dziedzinie literaturoznawstwa oraz badań nad polską i europejską kulturą XIX i XX wieku
- 2014 – Prof. Mieczysław Nurek[2] – za wkład w poznanie historii powszechnej XX wieku, w szczególności polityki mocarstw wobec krajów mniejszych, w tym Polski
- 2015 – dr hab. Danuta Popinigis, prof. AM w Gdańsku – za wybitne osiągnięcia w badaniach kultury muzycznej dawnego Gdańska, w szczególności dziejów i muzyki gdańskich carillonów historycznych
- 2016 – Prof. dr hab. Jerzy Zajadło – za opracowanie teorii trudnych przypadków w prawie
- 2017 – Prof. dr hab. Cezary Obracht-Prondzyński – za wybitne osiągnięcia w badaniach kultury Kaszub i Pomorza
- 2018 – Prof. dr hab. Piotr Dominiak – za wybitne osiągnięcia naukowe w zakresie ekonomii sektora małych i średnich przedsiębiorstw oraz stworzenie w Gdańsku prężnego ośrodka badań ekonomicznych
- 2019 – Ks. bp dr hab. Marcin Hintz, prof. ChAT – za znaczący wkład w zgłębianiu myśli społeczno-politycznej protestantyzmu, szczególnie pomiędzy eklezjologią a prawem kościelnym[6]
- 2020 – Prof. dr hab. Maria Mendel
- 2021 – Prof. dr hab. Małgorzata Omilanowska
- 2022 – Prof. dr hab. Jacek Zaucha[7]
- 2023 – Prof. dr hab. Artur Blaim[8]
- 2024 – Prof. dr hab. Tomasz Szkudlarek[9]